# Dana (Indiana)
Dana – miasto w Stanach Zjednoczonych, w stanie Indiana, w hrabstwie Vermillion.